# 霊山寺 (奈良市)

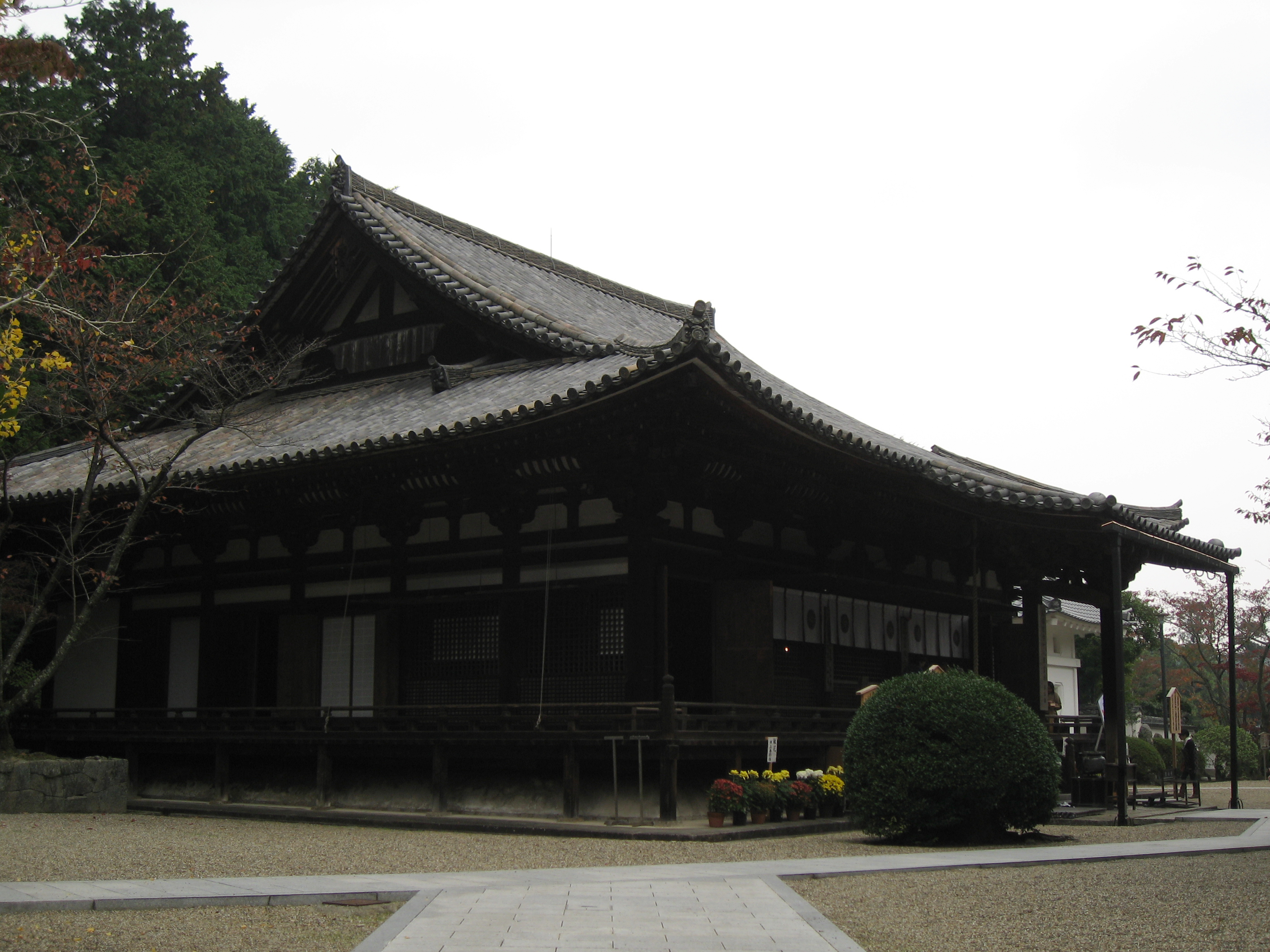
本堂（国宝）

霊山寺（りょうせんじ）は、奈良県奈良市中町（もと添上郡中村、下狭川村中村、狭川村中村）にある霊山寺真言宗の大本山の寺院。山号は登美山（とみさん）または鼻高山（びこうさん）。本尊は薬師如来。開山（創立者）は行基と菩提僊那である。寺名の読みは「りょうせんじ」が正式であるが、「りょうぜんじ」「れいざんじ」と呼ばれることもあり、地元ではいずれの呼称でも通じる。
奈良市の西郊・富雄川沿いにあり、戦乱に巻き込まれずに古い面影を残す。ばら庭園があり、世界のバラの花を集めていることで有名である。

## 歴史
奈良市の西郊、富雄地区にあり、富雄川の支流湯屋川をはさんで南北両側の丘陵上に鎌倉時代建立の本堂（国宝）、三重塔（重要文化財）などの建物が建つ。これら古建築とともに、全面金箔貼りの黄金殿、バラ園、温泉、ゴルフ練習場、大霊園などの設備を有する異色の寺院である。
伝承によれば、小野妹子の子である小野富人は、壬申の乱（672年）に加担したかどで右大臣の地位を辞し、今の霊山寺境内にあたる登美山に閑居した。天武天皇12年（684年）に熊野本宮大社に参篭すると、そこに出現した薬師如来（熊野速玉大神の本地仏）を感得し、そのお告げに従って登美山に薬師三尊を祀り、病人を癒すために薬草を栽培し薬湯を設けた。こうして富人は登美仙人あるいは鼻高仙人（びこうせんにん）と称されたという。
神亀5年（728年）、聖武天皇の皇女・阿倍内親王（のちの孝謙天皇）は病に苦しんでいた。ある晩、天皇の夢枕に鼻高仙人が現われ、登美山の薬師如来の霊験を説いたので僧・行基を登美山につかわして祈願させたところ、皇女の病が平癒した。天平6年（734年）、聖武天皇は行基に命じて登美山に大堂を建立させた。
2年後の天平8年（736年）に来日したインド僧・菩提僊那（東大寺大仏の開眼供養の導師を務めた）は、登美山の地勢が故郷インドの霊鷲山（りょうじゅせん）に似ていることからこの大堂を霊山寺と名付け、聖武天皇からは「鼻高霊山寺」の額を賜ったという。
平安時代、霊山寺に空海がやってきたところ、空海は登美山に龍神を感得した。そして奥之院に龍神を大辯才天女尊として祀った。これ以来、法相宗の寺院であった霊山寺は法相宗と真言宗の2宗兼学の寺院となっている。
以上のように、寺伝では聖武天皇の勅願により行基が開いたとされているが、このことは正史には見えず、開創の時期や事情、中世以前の歴史についてはあまり明らかではない。しかし、現存する本堂、三重塔は鎌倉時代の本格的な建築であり、本尊薬師三尊像は平安時代後期にさかのぼるものなので、古くから栄えた寺院であったと思われる。兵火に遭わなかったため、建物、仏像などに古いものが残っている。
鎌倉時代には僧坊は21ケ寺を数えるほどであったが、近世には江戸幕府の朱印寺として一定の規模を維持していた。しかし、明治時代の廃仏毀釈以後は衰退してしまう。
宗派は中世には興福寺の末寺であり、のち高野山真言宗に属したが、1951年（昭和26年）に独立して霊山寺真言宗を称している。
昭和期以降は本尊薬師如来とともに、奥之院（主要伽藍の西方約1キロの山中にある）の辯才天が信仰の中心となっており、1935年（昭和10年）に奥之院の辯才天を勧請して大辯才天女尊を祀る大辯才天堂を建立したのをはじめとして、円照尼が「辯才天のお告げ」によって造ったとされる多くの堂や施設が山内に建てられている。

## 境内

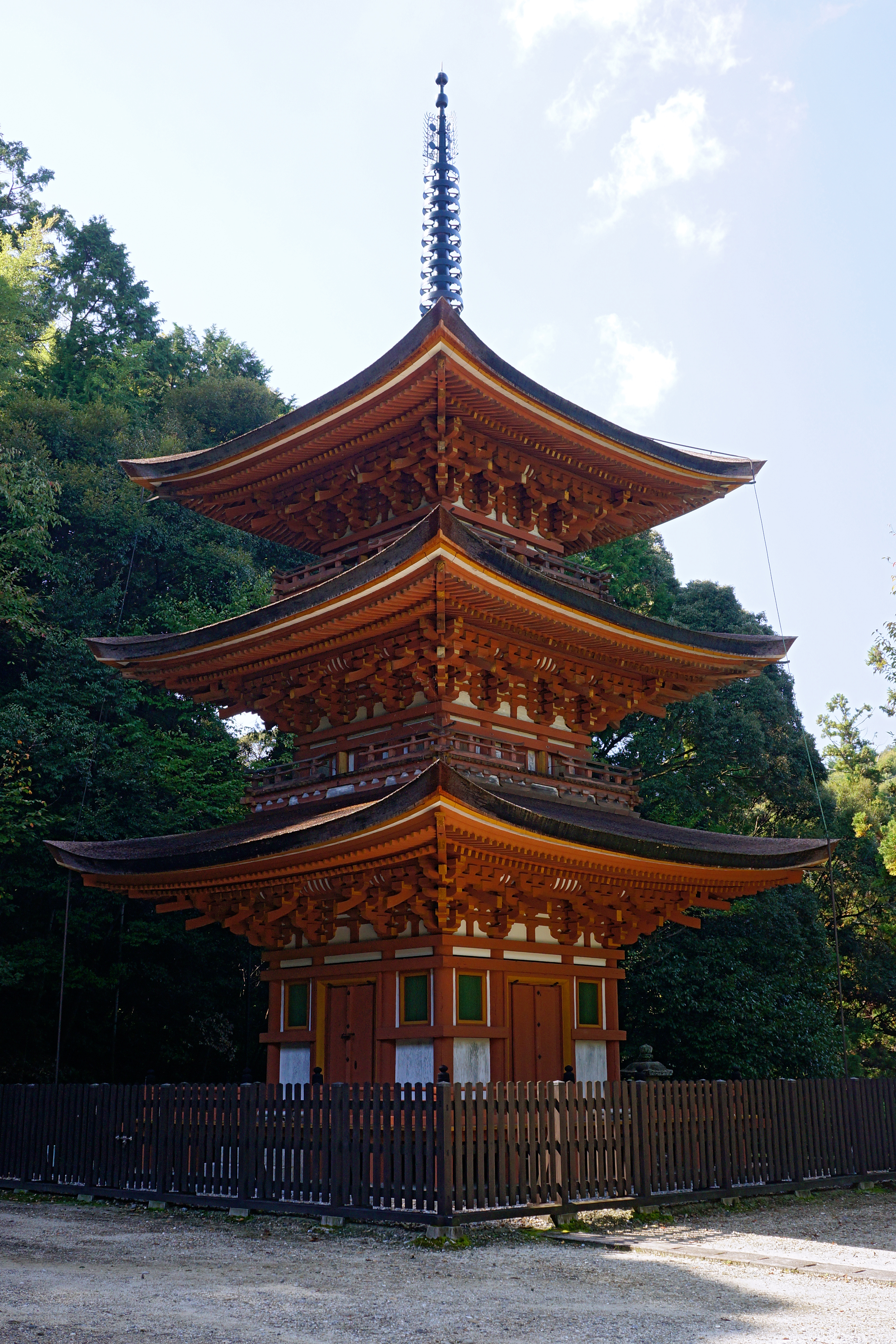
三重塔（重文）

境内東側の正面入口には一般の仏教寺院と違い、門ではなく朱塗りの鳥居が立つ。これは信仰の中心となっている大辯才天堂への入口を示すものである。鳥居をくぐって道の右側（北側）にはばら庭園、天龍閣（食事宿泊施設）、大辯才天堂、黄金殿、白金殿などがあり、奥の石段上に国宝の本堂が建つ。道の左側（南側）には仙人亭（喫茶軽食）、薬師湯、ゴルフ練習場などがあり、その奥の石段上に三重塔が建つ。三重塔近くには南大門跡があり、当初は他の古代寺院同様、南側が正面入口であった可能性が高い。
- 本堂（国宝） - 入母屋造、本瓦葺き。棟札により弘安6年（1283年）の建築であることが明らかな、鎌倉時代和様仏堂の代表作である。堂内の厨子も堂と同時期の作。厨子内には秘仏本尊の薬師三尊像（重要文化財）を安置する。厨子の左右には二天（持国天・多聞天）像と十二神将像（各重文）、外陣には大日如来坐像（重文）と阿弥陀如来坐像（重文）を安置する。本尊薬師三尊像は秘仏で、毎年秋の「秋薔薇と秘仏宝物展」および1月1日から3日の修正会の際に開扉される[1]
- 鐘楼（重要文化財）- 室町時代初期の再建。本堂の手前にある。梵鐘は寛永21年（1644年）の鋳造。
- 十六所神社（重要文化財）- 南北朝時代の建立。春日社、住吉社、本社、龍王社、大神宮で構成されている。本堂背後の山腹にあり、霊山寺の鎮守社であった。
- 経蔵
- 寺務所
- 十三重石塔
- 寺務所表門
- 大辯才天堂 - 1935年（昭和10年）建立。辯才天の本地仏である聖観世音菩薩を祀る。脇侍に不動明王、毘沙門天を祀る。
- 黄金殿 - 1960年（昭和35年）建立。大辯才天女尊を祀る。堂の内外を総金箔貼りとしている。
- 白金殿 - 1977年（昭和52年）建立。大辯才天女尊の大神通の霊感を得た円照尼と眷属大龍神を祀っている。隣の黄金殿と同形同大で、変色しやすい銀箔の代わりにプラチナ箔を貼った建物である。
- 聖天堂
- 地蔵院
- 収納庫
- 不動尊社
- 奥之院 - 大龍神を辯才天として祀る。
- 開山大師堂 - 1953年（昭和28年）に改新築。当初は行基を祀っていたが江戸時代より弘法大師を本尊としている。歴代徳川将軍の位牌を安置している。
- 如意輪観音社
- 菩提僊那供養塔
- 三重塔（重要文化財）- 弘安6年（1283年）か弘安7年（1284年）頃の建立。高さ17メートル、檜皮葺き。谷をはさんで本堂とは反対側（南側）の斜面上にある。初層内部の来迎壁（仏壇背後の壁）の表裏や長押には五大明王図、仏涅槃図などの極彩色壁画が描かれている。これらの絵画は剥落や退色が少なく、保存状態が良好である。
- 行者堂
- 薬師湯 - 1942年（昭和17年）に霊山寺温泉として建立され、1982年（昭和57年）に改築された。
- 八体仏霊場 - 1991年（平成3年）に完成。
- 天龍閣 - 1935年（昭和10年）築。食事処・宿泊施設[2]。
- 聚楽殿 - 1958年（昭和33年）築。木造2階建ての宴会・集会場[2]。
- 五色の庭
- バラ庭園 - 1957年（昭和32年）開設。設計は京都大学農学部造園学研究室、監督は新田伸三によるもの。
- 幸せを呼ぶ鐘 - 1988年（昭和63年）建立。
- 地獄洞 - 1956年（昭和31年）建立。堂内には「正法念処経」に基づく、地獄図のレリーフ（コンクリート製）がある。
- 八十八ヶ所霊場 - 1971年（昭和46年）建設。四国八十八箇所石仏群を巡拝できる。
- 東光院大霊園 - 1940年（昭和15年）開設。
- 霊園本堂 - 1954年（昭和29年）建立。内部には千体地蔵を祀る。
- 仙人亭
- ゴルフ練習場

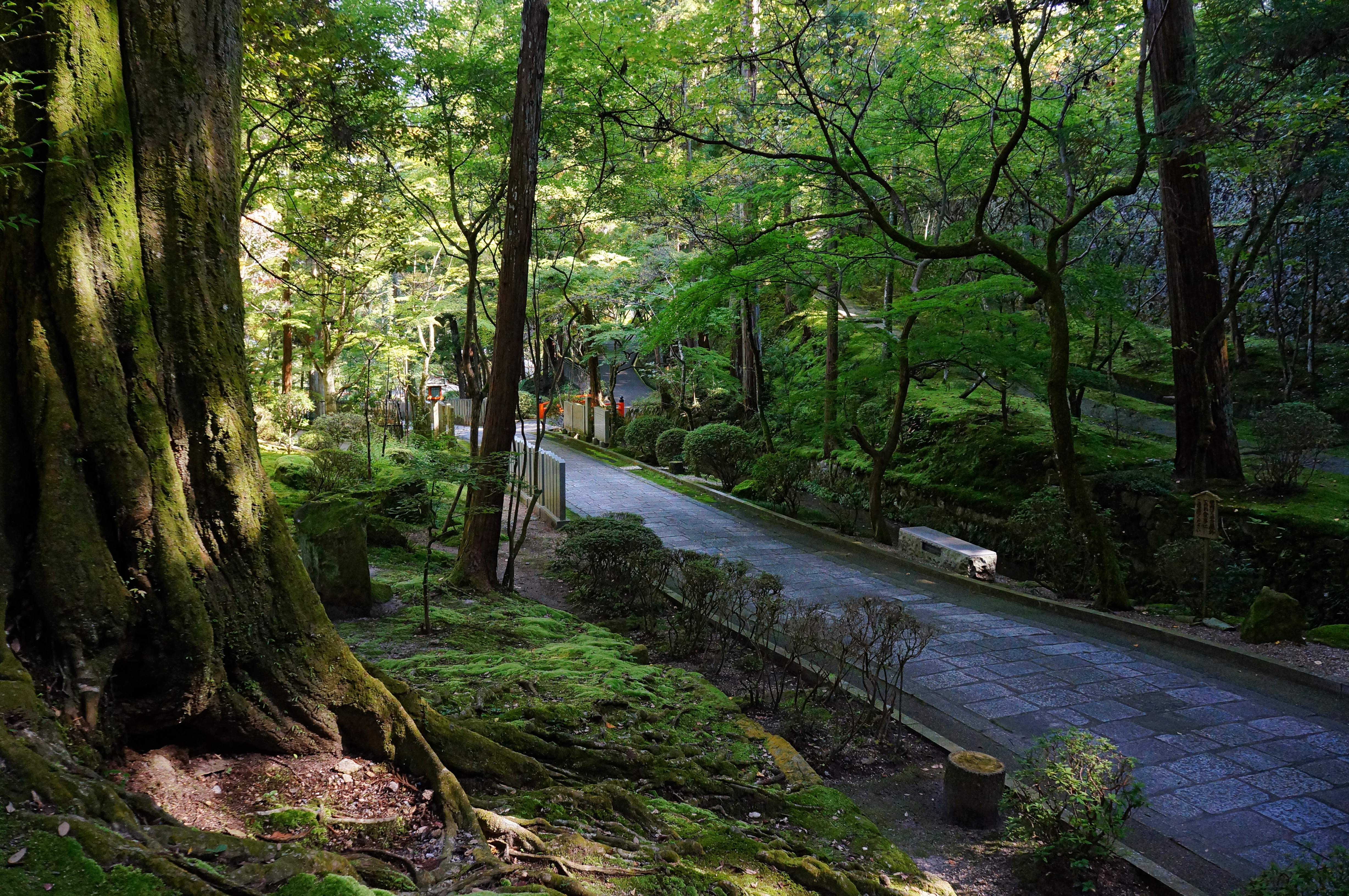
境内
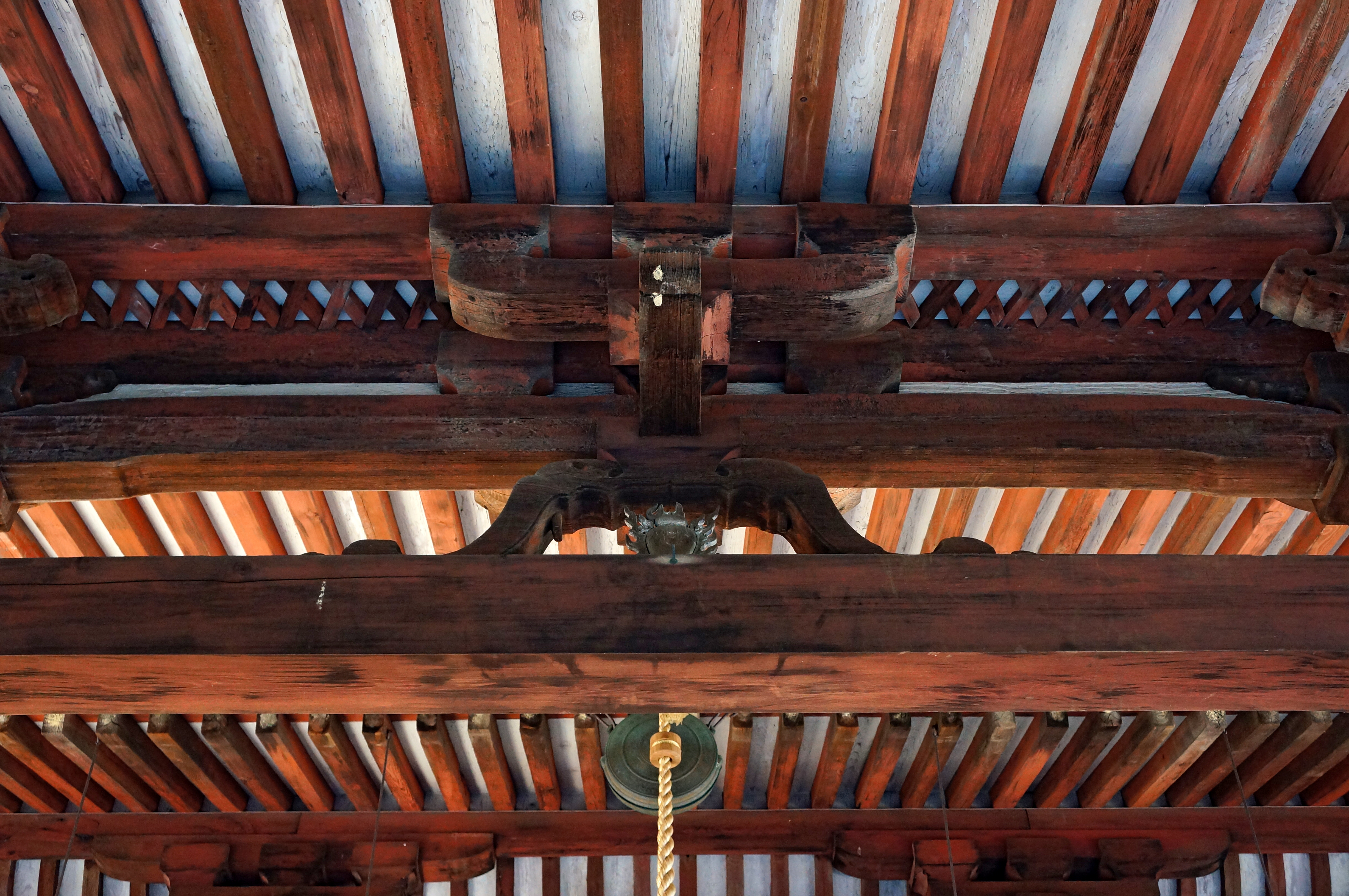
本堂の蟇股
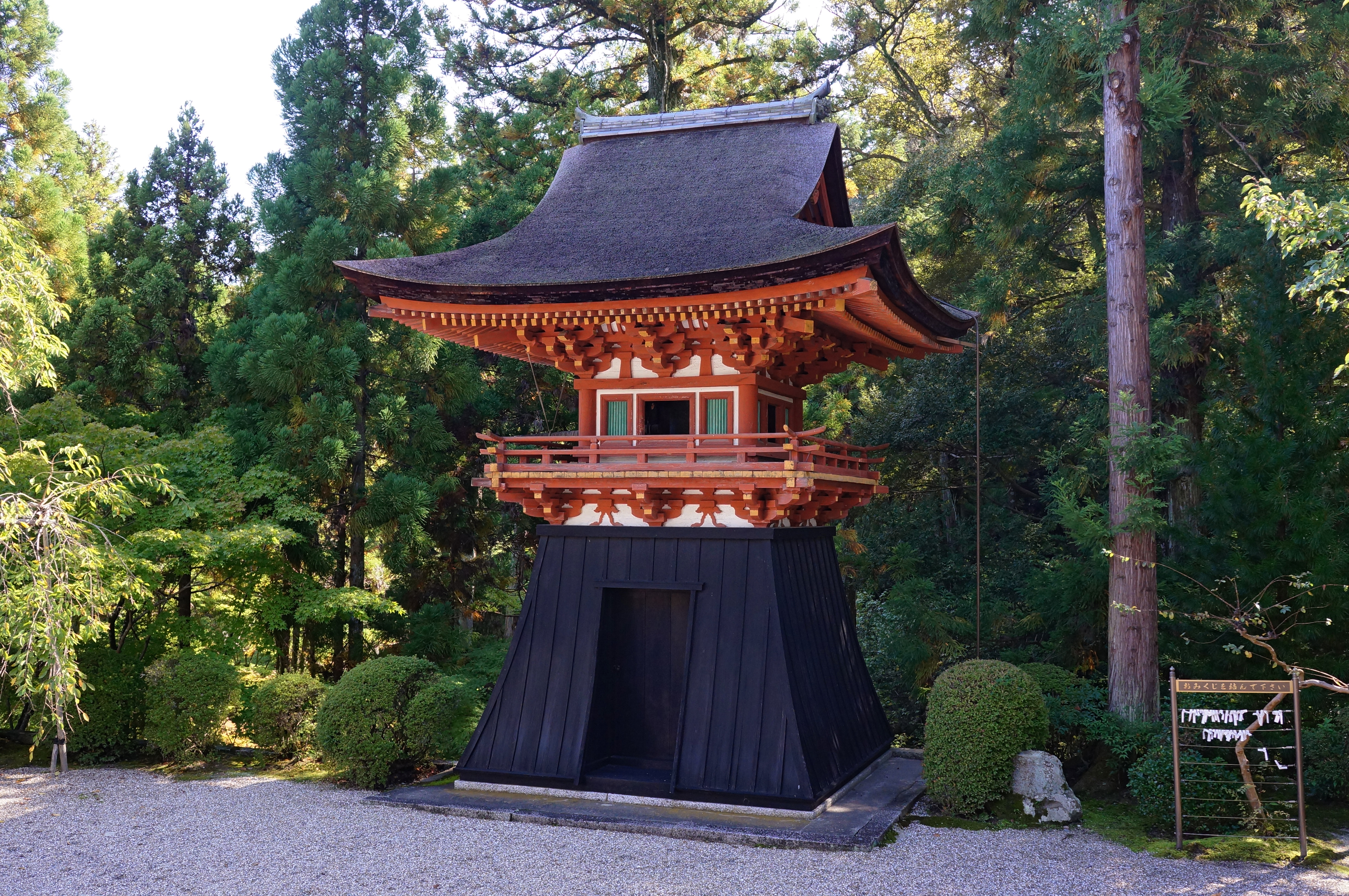
鐘楼（重文）
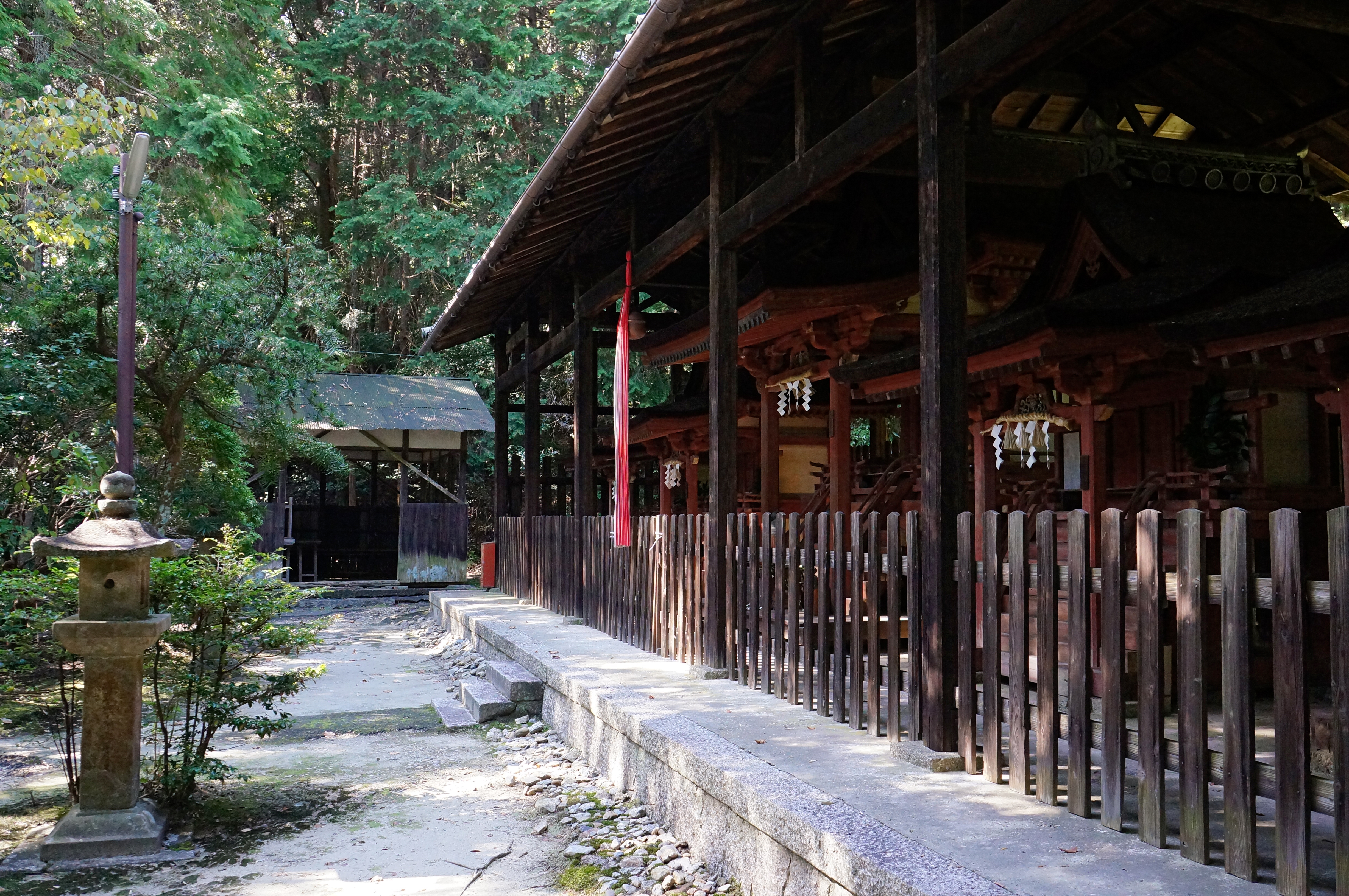
十六所神社（重文）
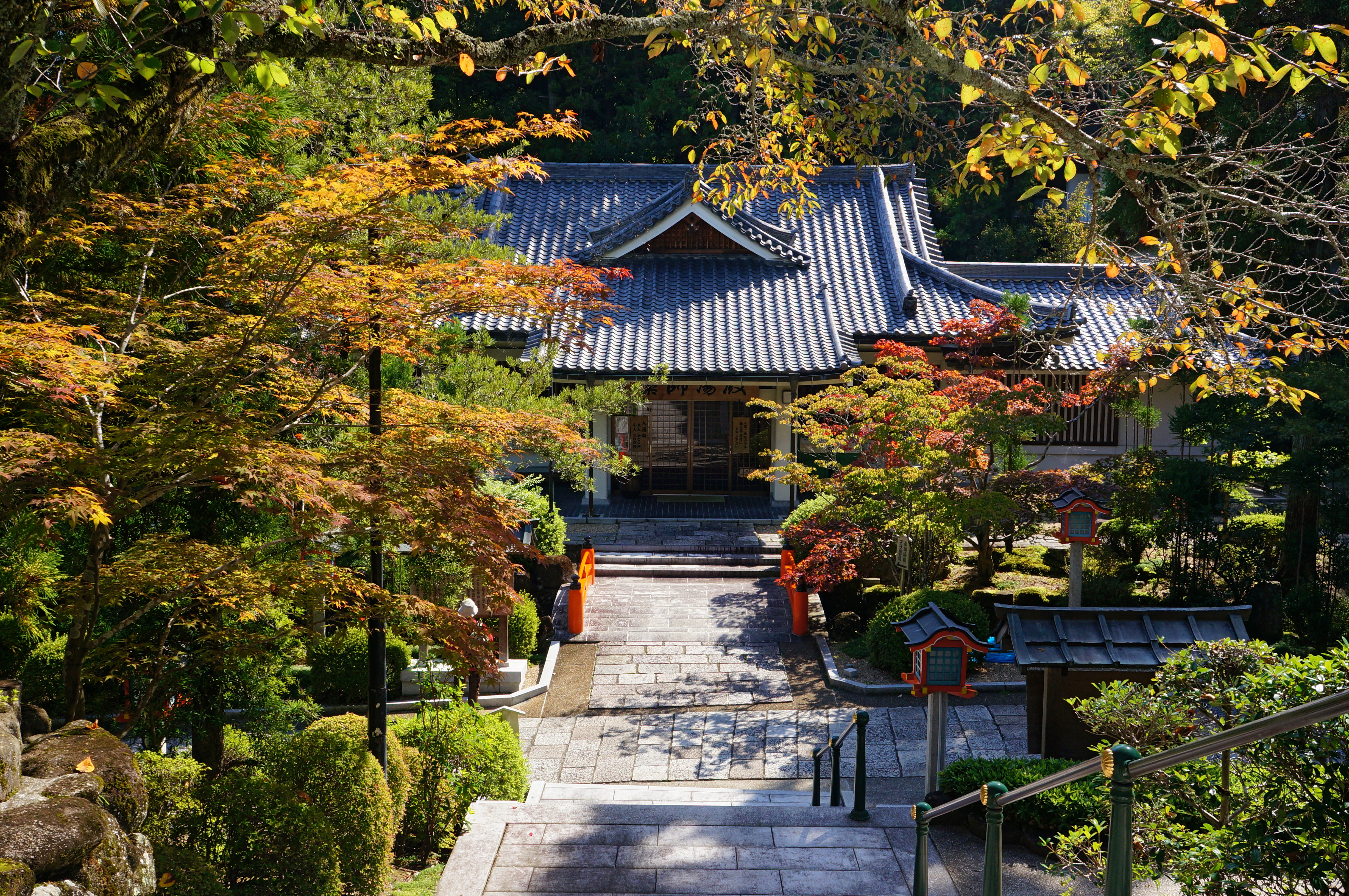
薬師湯
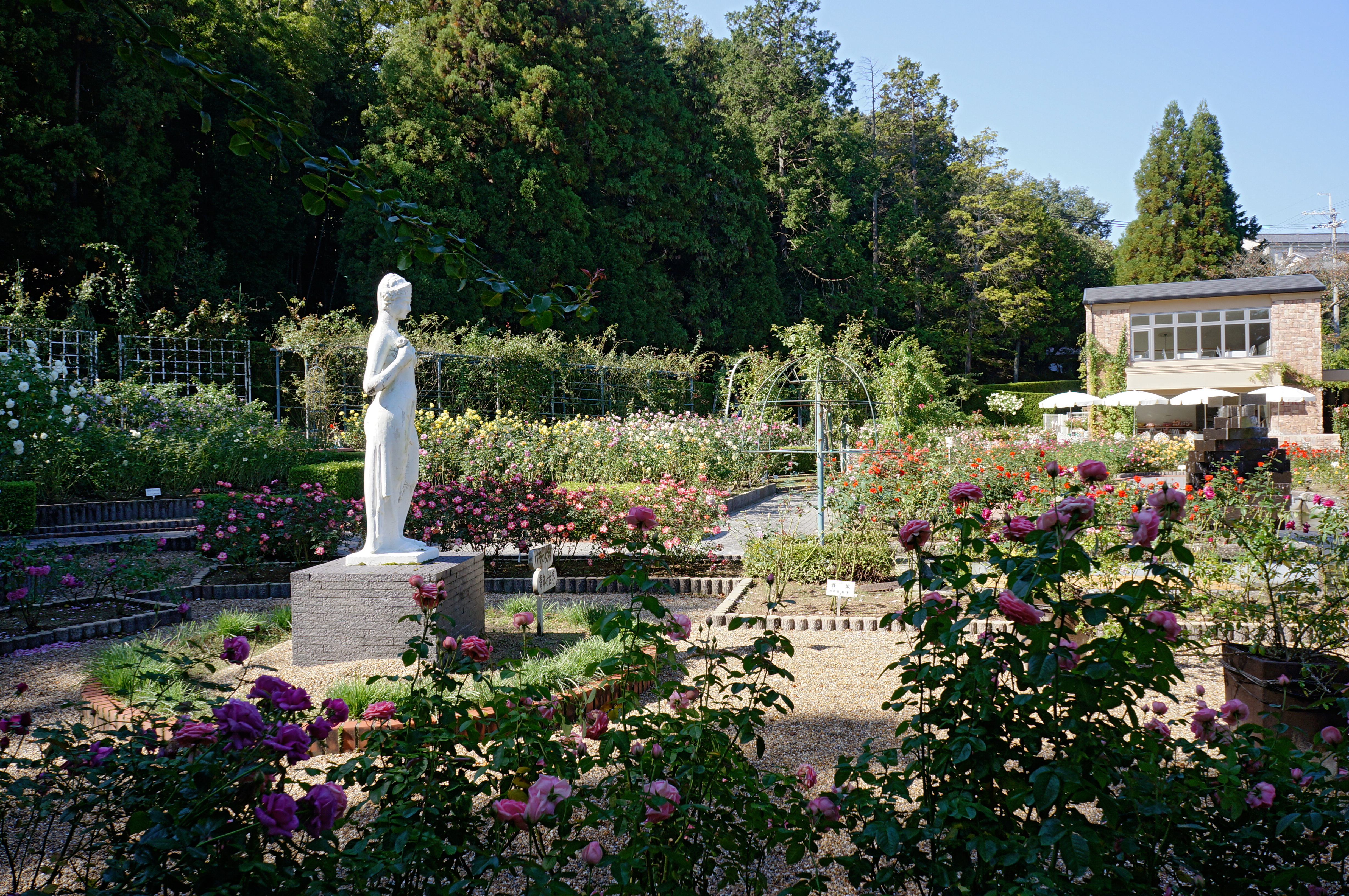
バラ庭園

## 文化財

### 国宝
- 本堂

### 重要文化財
- 三重塔
- 鐘楼
- 十六所神社本殿・境内社住吉神社本殿・境内社龍王神社本殿（十六所神社所有）
- 木造薬師如来及両脇侍像 - 本堂本尊。厨子内に安置される秘仏で、他の寺宝とともに、毎年秋に公開される。像内納入の紙片の墨書から治暦2年（1066年）の造立であることが知られる。三尊とも奈良地方の仏像に特徴的な板光背（透かし彫りや浮き彫りを用いず、平らな板に絵画で模様を描いた光背）を負う。
- 木造持国天・多聞天立像
- 木造十二神将立像
- 木造阿弥陀如来坐像
- 木造大日如来坐像
- 木造十一面観音立像
- 木造地蔵菩薩立像（地蔵院所有）
- 木造毘沙門天立像（東光院所有）
- 木造彩色華鬘（けまん）2面
- 銅製薬師三尊懸仏 貞治五年（1366年）銘
- 黒漆厨子 弘安八年（1285年）銘
- 三尊塼仏

### 奈良県指定有形文化財
- 木造四天王立像 4軀

### 奈良市指定有形文化財
- 絹本著色六観音像 1幅

境内の堂宇・施設

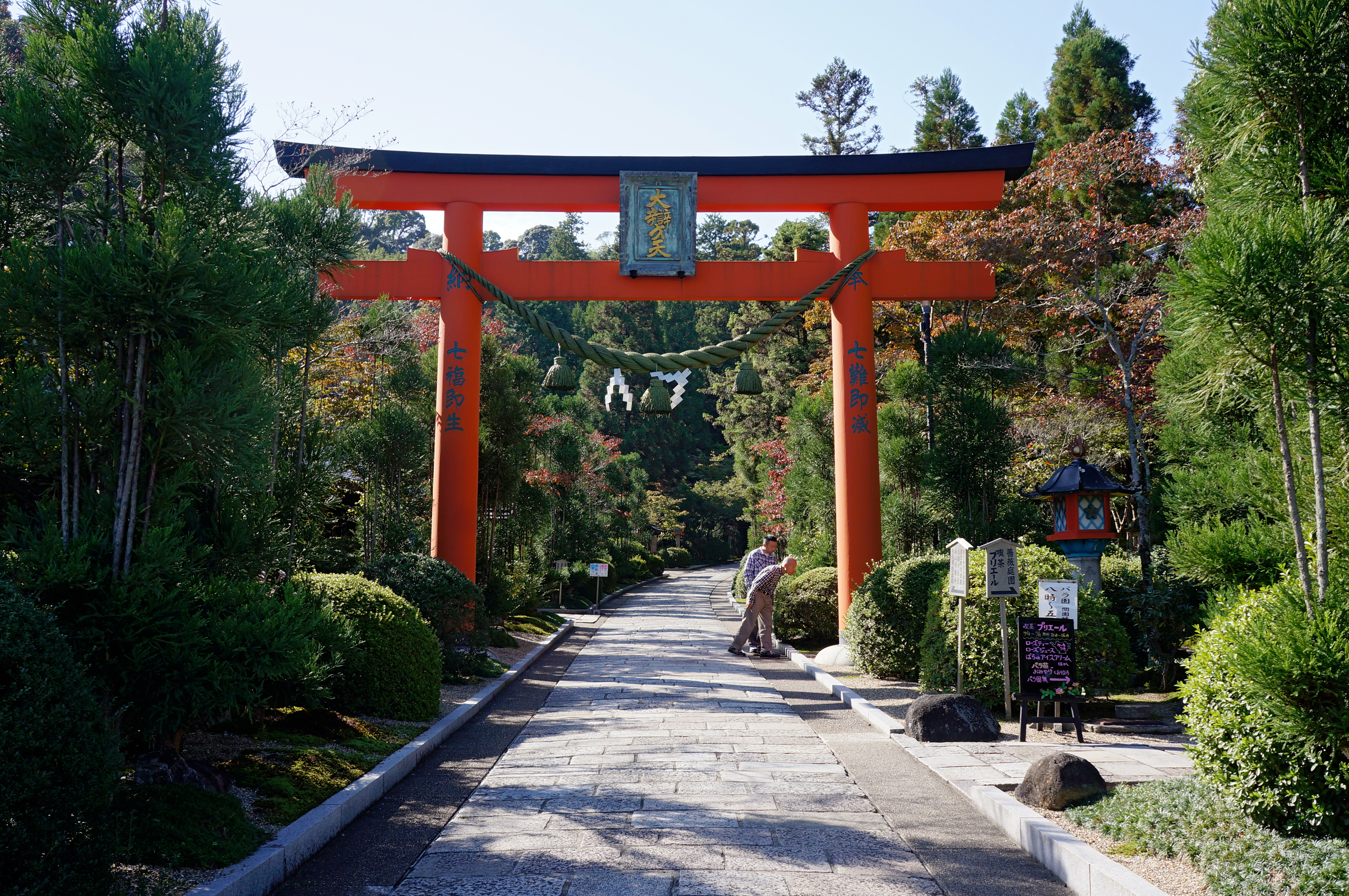
山門（鳥居）
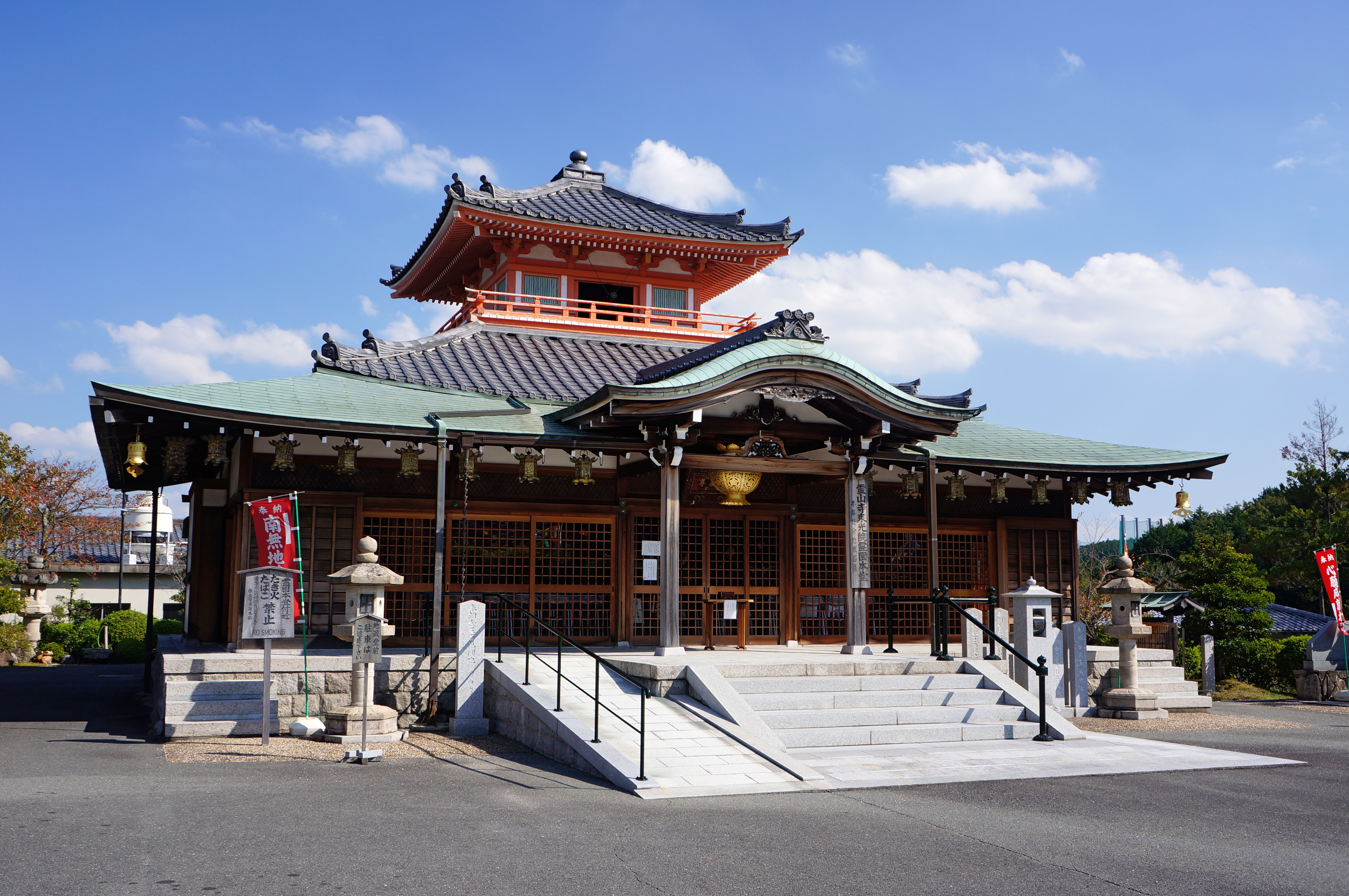
霊園本堂
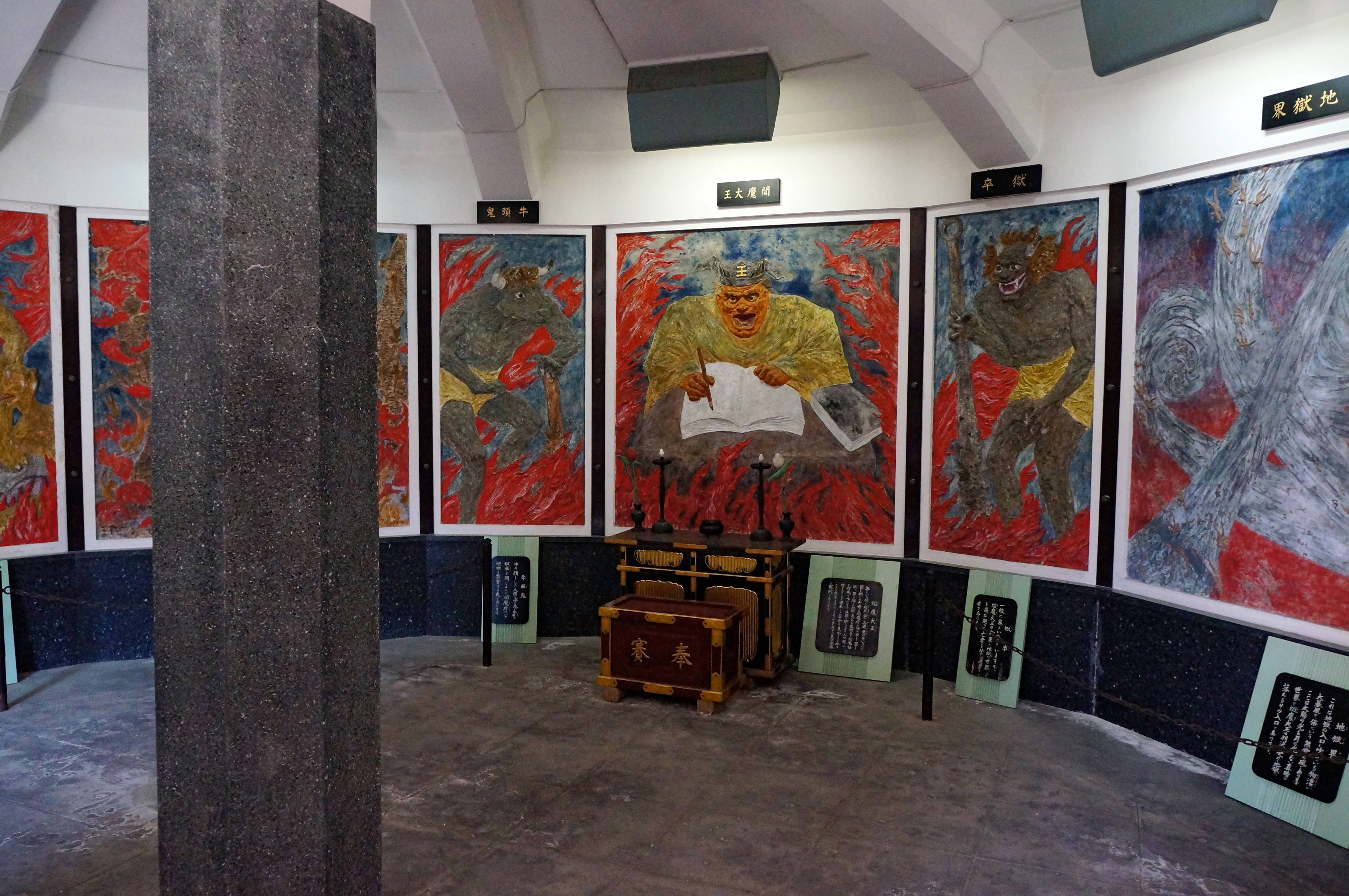
地獄洞
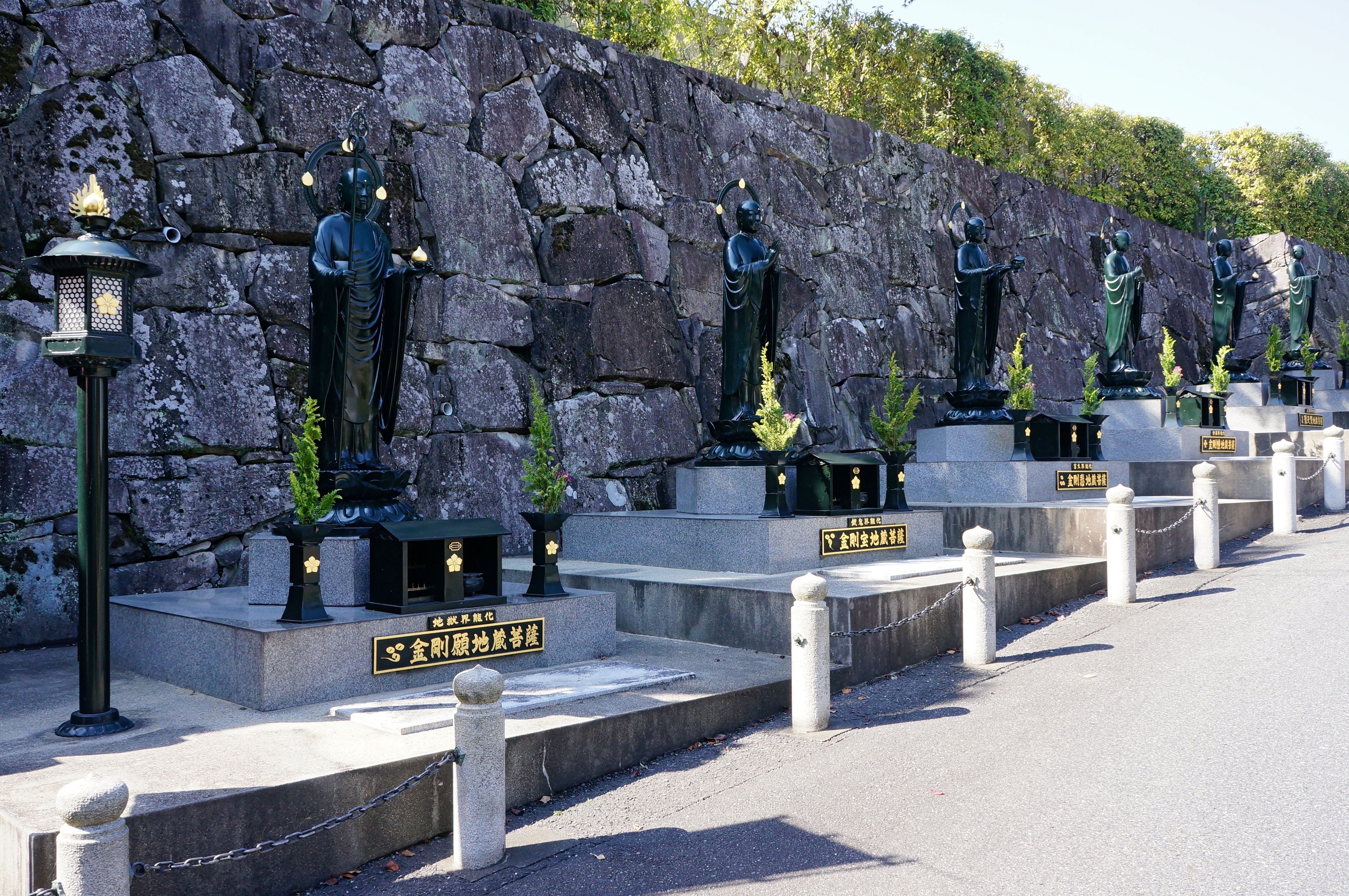
地蔵尊霊場
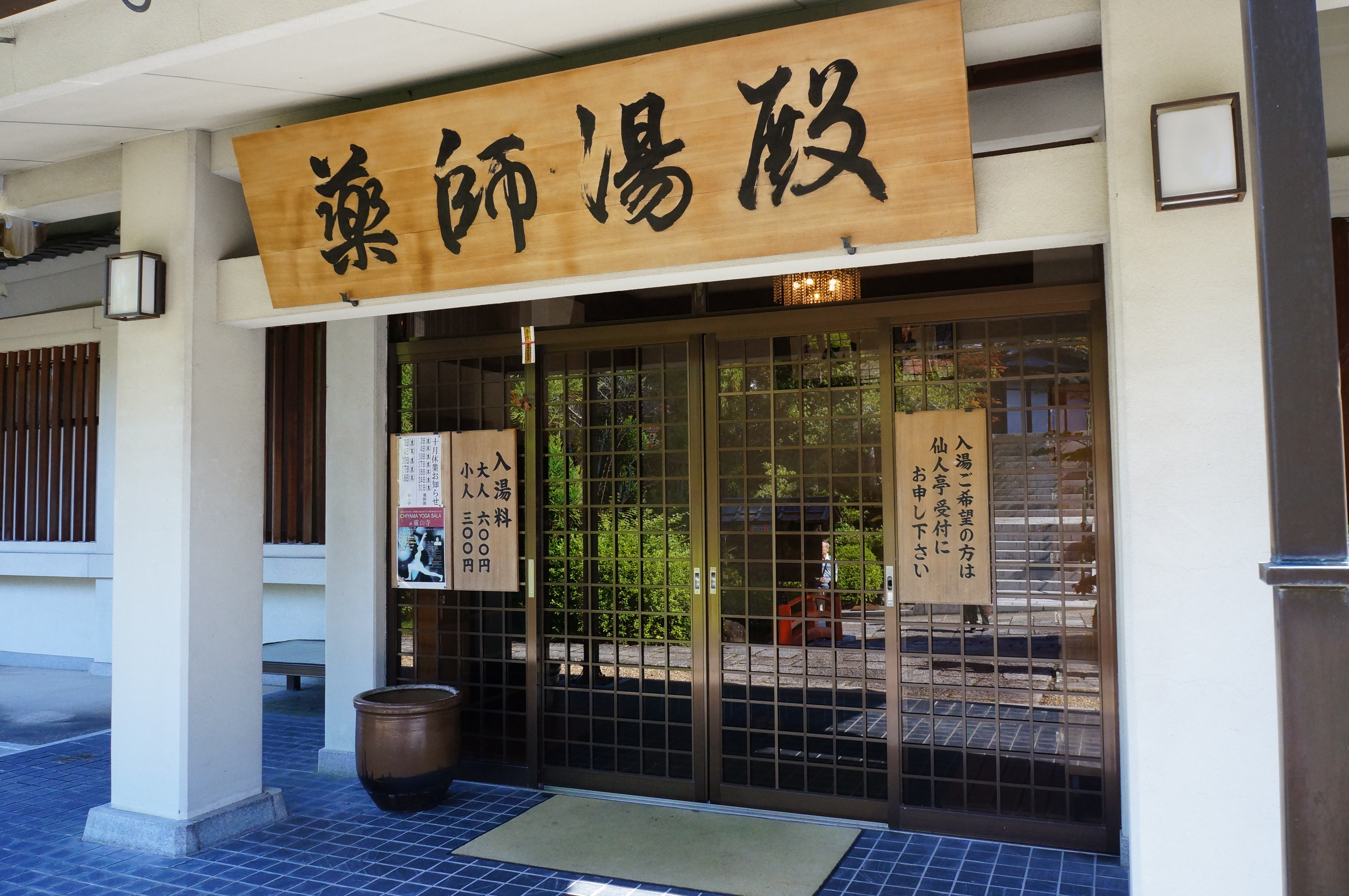
薬師湯
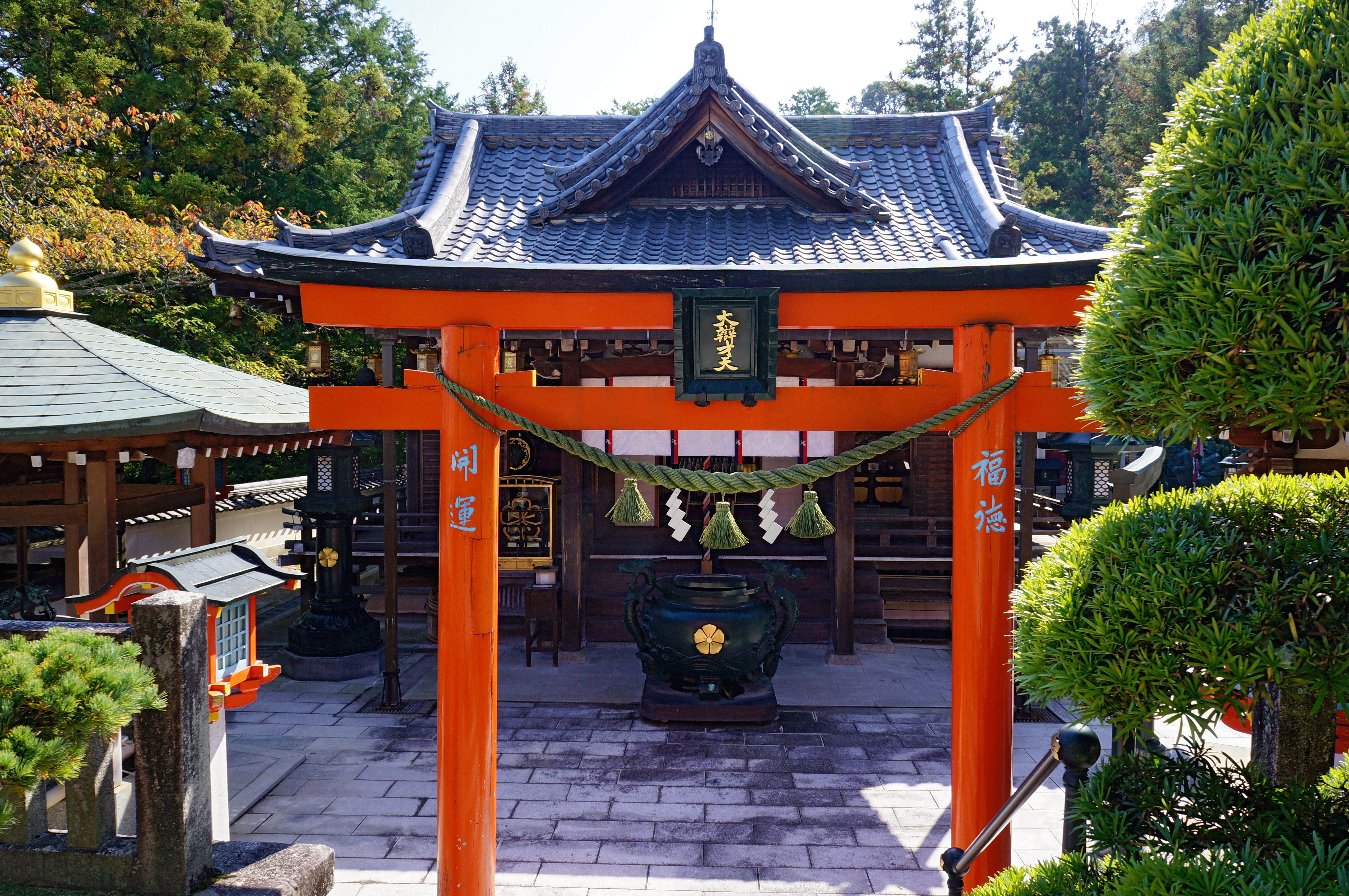
大辯才天堂
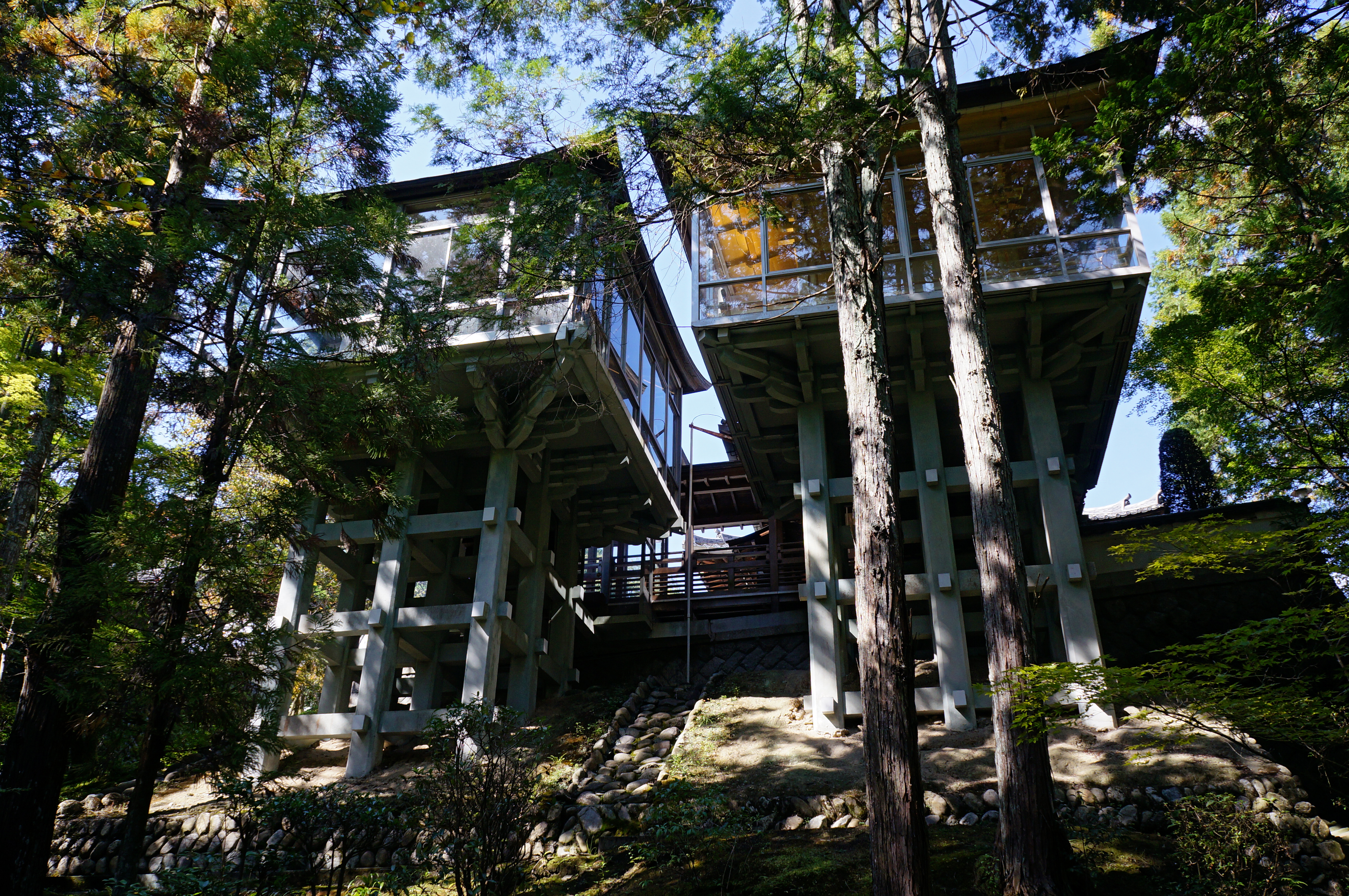
黄金殿（右）・白金殿（左）
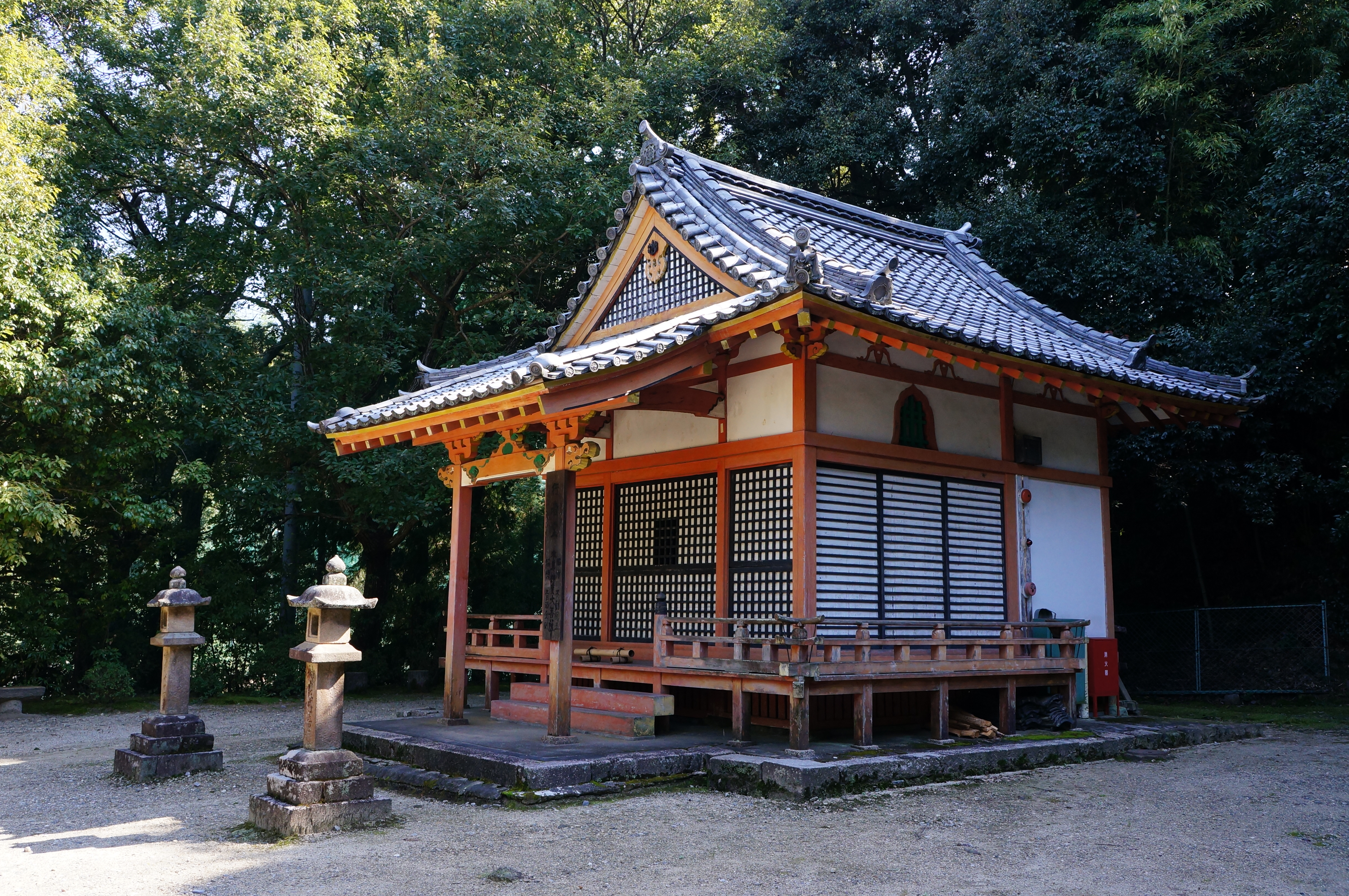
行者堂
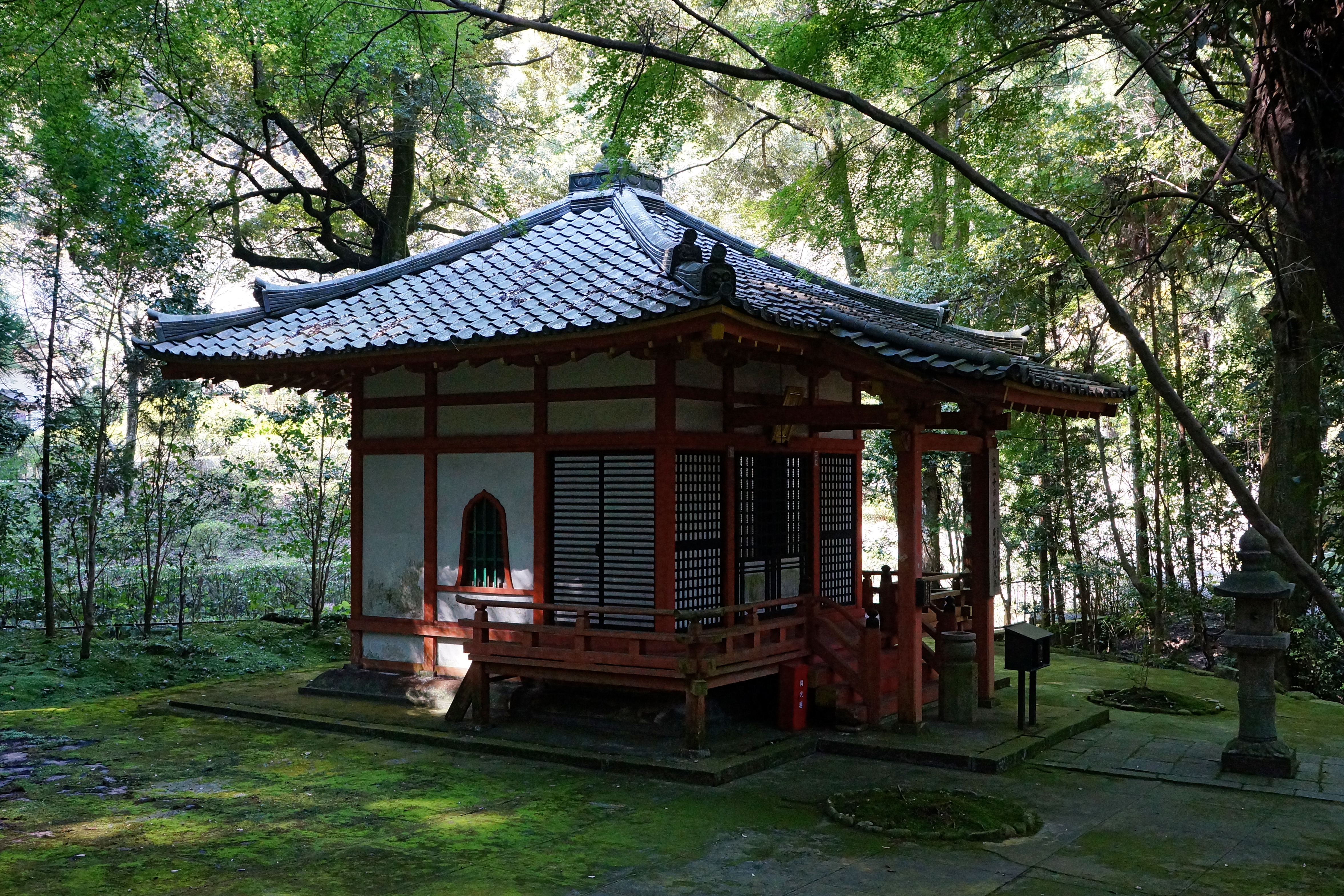
開山大師堂
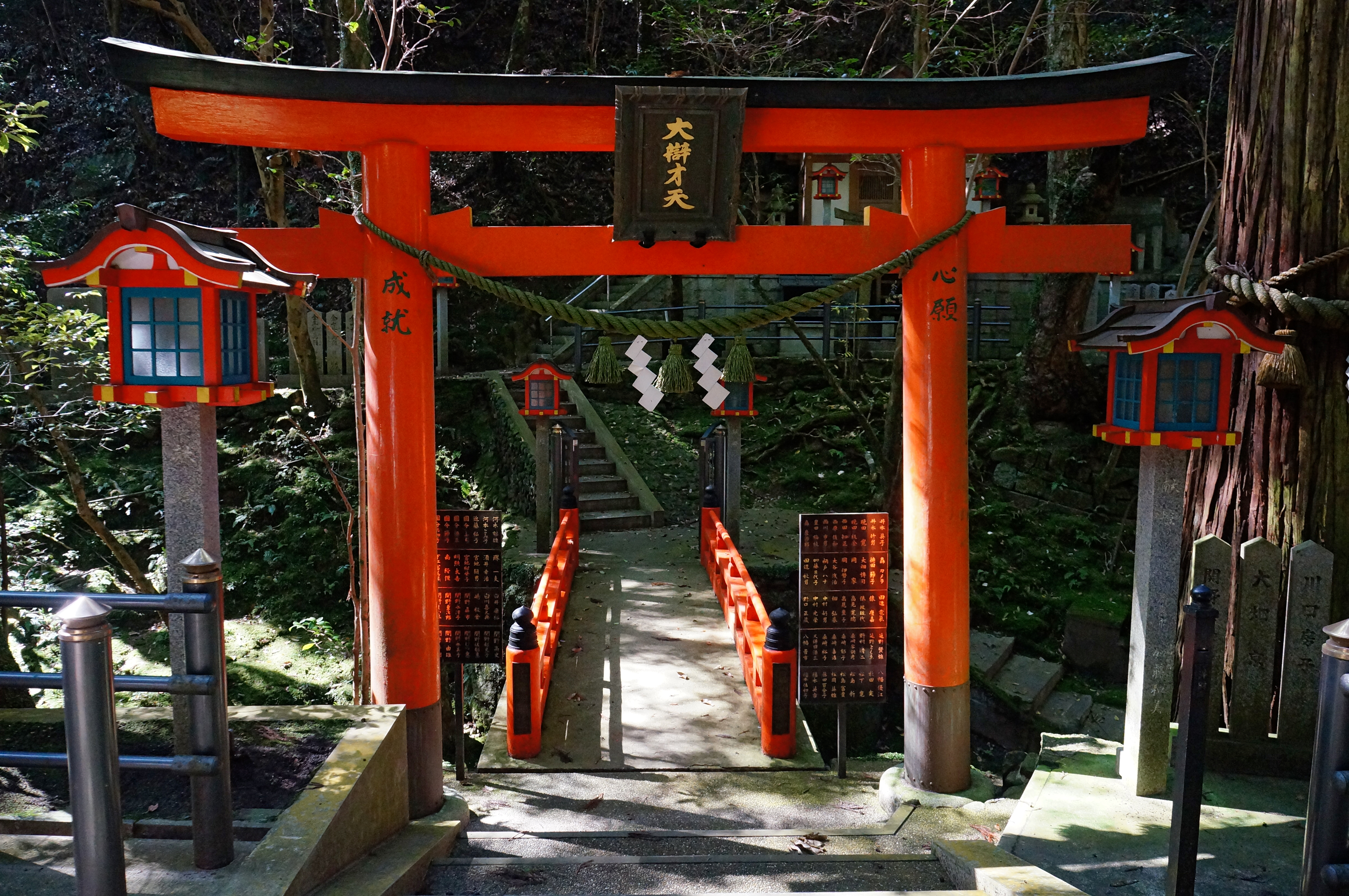
奥之院入口
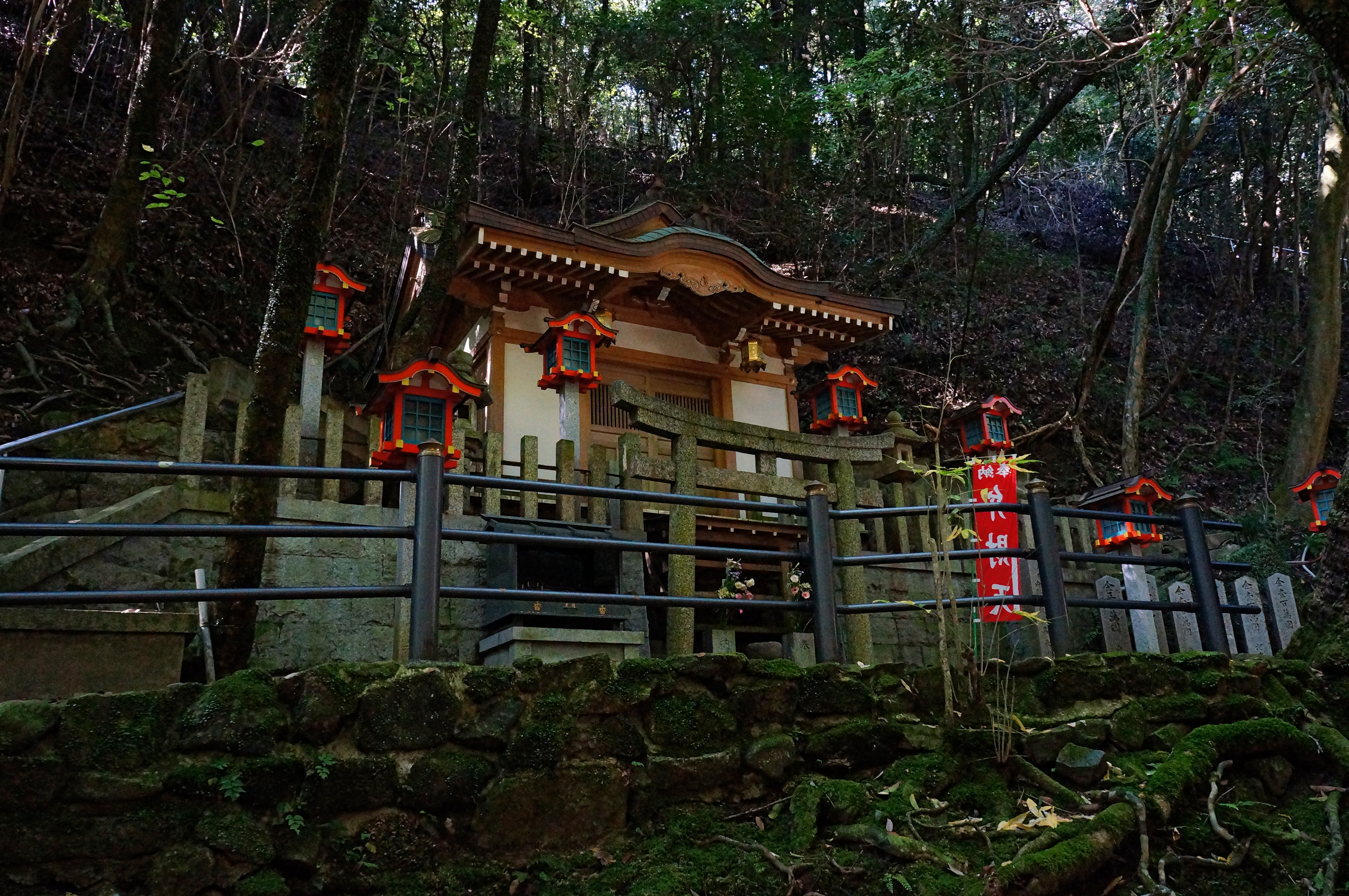
奥之院

## 前後の札所
西国薬師四十九霊場
1 薬師寺　-　2 霊山寺　-　3 般若寺
仏塔古寺十八尊
4 岩船寺　-　5 霊山寺　-　6 慈尊院
役行者霊蹟札所
大和十三仏霊場
9 長弓寺　-　10 霊山寺　-　11 信貴山玉蔵院
大和北部八十八ヶ所霊場
30 愛染堂（廃寺）　-　31 霊山寺本堂　-　32 霊山寺地蔵院　-　33 根聖院
大和地蔵十福霊場
5 帯解寺　-　6 霊山寺　-　7 矢田寺
神仏霊場巡拝の道
27 中宮寺　-　28 霊山寺　-　29 宝山寺

## アクセス
富雄駅（近鉄奈良線）より奈良交通バス8分霊山寺バス停下車すぐ
学園前駅（近鉄奈良線）より奈良交通バス10分千代ヶ丘二丁目バス停下車徒歩15分